# Thung Yang Daeng (huyện)
Thung Yang Daeng (tiếng Thái: ทุ่งยางแดง) là một huyện (amphoe) của tỉnh Pattani, phía nam Thái Lan.

## Lịch sử
Tiểu huyện (King Amphoe) Thung Yang Daeng được lập ngày 16 tháng 5 năm 1977, khi 4 tambon được tách ra từ huyện Mayo. Ngày 4 tháng 7 năm 1994, đơn vị này đã được nâng cấp thành huyện.

## Địa lý
Các huyện giáp ranh (từ phía nam theo chiều kim đồng hồ) là Raman của tỉnh Yala, Yarang, Mayo, Sai Buri và Kapho của tỉnh Pattani.

## Hành chính
Huyện này được chia thành 4 phó huyện (tambon), các đơn vị này lại được chia ra thành 22 làng (muban). Không có khu vực thành thị, có 4 Tổ chức hành chính tambon.
| STT | Tên        | Tên tiếng Thái | Số làng | Dân số |  |
| --- | ---------- | -------------- | ------- | ------ |  |
| 1.  | Talo Maena | ตะโละแมะนา     | 4       | 2.983  |  |
| 2.  | Phithen    | พิเทน           | 7       | 7.481  |  |
| 3.  | Nam Dam    | น้ำดำ           | 4       | 3.122  |  |
| 4.  | Paku       | ปากู            | 7       | 6.617  |  |